# Stephania forsteri
Stephania forsteri är en tvåhjärtbladig växtart som först beskrevs av A. Dc., och fick sitt nu gällande namn av Asa Gray. Stephania forsteri ingår i släktet Stephania och familjen Menispermaceae. Inga underarter finns listade i Catalogue of Life.